# Халвесбостел
Халвесбостел (њем. Halvesbostel) општина је у њемачкој савезној држави Доња Саксонија. Једно је од 42 општинска средишта округа Харбург. Према процјени из 2010. у општини је живјело 739 становника. Посједује регионалну шифру (AGS) 3353014.

## Географски и демографски подаци
Халвесбостел се налази у савезној држави Доња Саксонија у округу Харбург. Општина се налази на надморској висини од 38 метара. Површина општине износи 18,2 km². У самом мјесту је, према процјени из 2010. године, живјело 739 становника. Просјечна густина становништва износи 41 становника/km².